# Réserve de faune d'Aouk-Aoukale
Réserve de faune d'Aouk-Aoukale är ett viltreservat i prefekturen Vakaga i Centralafrikanska republiken. Det ligger i norra delen av landet, vid gränsen till Tchad. Reservatets yta är 3 450 kvadratkilometer. Det upprättades 1933.